# مداخله الهی (فیلم)
مداخلهٔ الهی (عربی: يد إلهية) فیلمی در ژانر درام و کمدی به کارگردانی ایلیا سلیمان است که در سال ۲۰۰۲ منتشر شد. از بازیگران آن می‌توان به ایلیا سلیمان، دیوید بل، و میشل پیکولی اشاره کرد.